# Oregon Route 402
Az Oregon Route 402 (OR-402) egy oregoni állami országút, amely kelet–nyugati irányban az Oregon Route 19 kimberlyi elágazásától a 395-ös szövetségi országút Long Creek-i csomópontjáig halad.
A szakasz Kimberly–Long Creek Highway No. 402 néven is ismert.

## Leírás
A szakasz Kimberlynél ágazik le a 19-es útról, majd északkeleti irányban, az Északi-John Day-folyóval párhuzamosan halad. A 21. kilométernél a hardmani kereszteződés után Monumentbe érkezik, ahol délkeletre fordul. A települést elhagyva áthalad Hamiltonon, végül Long Creekben, a 395-ös szövetségi út csomópontjánál ér véget.